# Berberis latifolia
Berberis latifolia es una especie de planta perteneciente a la familia de las berberidáceas. 

## Taxonomía
Berberis latifolia fue descrita por Hipólito Ruiz López y José Antonio Pavón y Jiménez y publicado en Fl. Peruv. 3: 52 1802.
Etimología
Berberis: nombre genérico que es la forma latinizada del nombre árabe de la fruta.
latifolia: epíteto latino que significa "hoja ancha".

## Nombres comunes
- Palo amarillo del Perú[3]